# Верушув (гмина)
Верушув (пол. Wieruszów) — гмина (волость) в Польше, входит как административная единица в Верушувский повет, Лодзинское воеводство. Население — 14 236 человек (на 2004 год).

## Сельские округа
1. Хобанин
2. Цешенцин
3. Ютркув
4. Клятка
5. Ковалювка
6. Кузница-Скакавска
7. Любчина
8. Мелешинек
9. Миркув
10. Печиска
11. Полесе
12. Теклинув
13. Вышанув

## Прочие поселения
1. Целюх
2. Добрыдзял
3. Дзенчол
4. Гурка-Верушовска
5. Гробля
6. Гжеська
7. Хубы-Верушовске
8. Марянув
9. Мечкув
10. Мелешин
11. Мышнары
12. Навротув
13. Охендзын
14. Подтеклинув
15. Подзамче
16. Порвал
17. Пусткове
18. Рай
19. Скакава
20. Сопель
21. Сусне
22. Свенты-Рох
23. Весола

## Соседние гмины
1. Гмина Баранув
2. Гмина Болеславец
3. Гмина Частары
4. Гмина Дорухув
5. Гмина Галевице
6. Гмина Кемпно
7. Гмина Сокольники